# OLAS-Konferenz
Die OLAS-Konferenz der Organisation für lateinamerikanische Solidarität fand im August 1967  statt. Vertreter verschiedener Guerilla-Organisationen trafen sich zur Koordination in Havanna (Kuba). Spiritus rector dieses Treffens war Ernesto Che Guevara. Die Abschlusserklärung endete mit dem Satz „Es ist die Pflicht eines jeden Revolutionärs, die Revolution zu machen!“ Es war die erste und blieb die letzte Konferenz der OLAS.